# Dandan mian
 (février 2015).
Si vous disposez d'ouvrages ou d'articles de référence ou si vous connaissez des sites web de qualité traitant du thème abordé ici, merci de compléter l'article en donnant les références utiles à sa vérifiabilité et en les liant à la section « Notes et références ».
Les dàndàn miàn (chinois simplifié : 担担面 ; chinois traditionnel : 擔擔麵 ; pinyin : dàndàn miàn) sont une spécialité culinaire chinoise de Chengdu dans la province du Sichuan.

## Étymologie
On les mange aussi dans les restaurants de ramen de la cuisine japonaise ou leur nom est translittéré en tantan men (坦々麺), parfois écrit 担担麵, comme en chinois ou plus rarement, en katakana : タンタンメン.

## Description
Ce sont des pâtes assaisonnées avec de l'huile de piment rouge, de la sauce sésame (proche de la tahina), parfois mélangée avec de la pâte de cacahuète, de la viande hachée, des feuilles de moutarde du Sichuan saumurées et finement hachées, des germes de soja, du poivre du Sichuan en poudre, de l'ail, de la sauce soja, des pois et de la ciboule hachée, de la sauce mala (en).
Comme son nom chinois l'indique (dan = palanche + mian = pâtes), ce plat, à l'origine vendu par des colporteurs, fait partie des xiǎochī (小吃, « collation », littéralement « petit manger »). On retrouve des plats très proches dans la province du Hubei, comme les rè gān miàn (熱乾麵, « nouilles sèches et chaudes »).
|                      |
| Dandan mian à Taïwan |

|                      |
| Dandan mian au Japon |

|                         |
| Dandan mian en Amérique |